# Cushman & Wakefield
Cushman & Wakefield jest firmą świadczącą usługi doradcze na rynku nieruchomości komercyjnych. Została założona w 1917 r. przez Johna Clydesdale Cushmana i Bernarda Wakefielda. Obecnie zatrudnia ponad 43 000 pracowników w 60 krajach. Główna siedziba znajduje się w Chicago. Firma Cushman & Wakefield oferuje usługi w pięciu głównych obszarach: 
- obsługa transakcji (reprezentowanie najemców i wynajmujących na rynku powierzchni biurowych, handlowych i magazynowych);
- rynki kapitałowe (sprzedaż nieruchomości, zarządzanie inwestycyjne nieruchomościami, bankowość inwestycyjna, finansowanie dłużne i kapitałowe);
- rozwiązania dla inwestorów i najemców korporacyjnych (zintegrowane doradztwo strategiczne na rzecz dużych korporacji i właścicieli nieruchomości, w tym zarządzanie nieruchomościami i projektami);
- konsulting (doradztwo biznesowe oraz doradztwo w zakresie nieruchomości);
- usługi wyceny i doradztwa (wycena, analiza HBU, pomoc przy rozstrzyganiu sporów oraz inne specjalistyczne usługi obejmujące różne sektory rynku).

Cushman & Wakefield reprezentuje zarówno małe firmy, jak i duże korporacje z listy „Fortune 500”. Świadczy usługi z zakresu nieruchomości biurowych, handlowych, przemysłowych i magazynowych oraz hotelowych. Dostarcza rozwiązania poprzez doradztwo, realizację inwestycji oraz zarządzanie w imieniu wynajmujących, najemców i inwestorów na każdym etapie procesu powstawania i eksploatacji nieruchomości.

## Cushman & Wakefield w Polsce
Firma Cushman & Wakefield działa w Polsce od 1991 r. i zatrudnia około 360 pracowników. Siedziba firmy znajduje się w Warszawie.
Cushman & Wakefield uczestniczy w ogólnopolskim konkursie dla studentów „Grasz o staż” oraz jest wyłącznym sponsorem międzynarodowego programu edukacyjnego International Real Estate Challenge (IREC).